# Norte y sur (película)
Norte y sur es una película chilena de 1934 dirigida por Jorge Délano. Fue protagonizada por Hilda Sour, Alejandro Flores y Guillermo Yánquez. Es considerado el primer largometraje sonoro producido en Chile, aunque dicha afirmación ha sido disputada.

## Producción
Norte y sur tuvo un presupuesto de 350.000 pesos chilenos, aproximadamente 12.000 dólares de la época. Los fondos fueron proporcionados por la Caja de Crédito Minero, que impuso como exigencia que la historia narrada girara en torno a la minería. El proceso técnico fue supervisado por el laboratorio cinematográfico de Emilio Taulis. Para la elaboración de los equipos sonoros, Délano contó con la colaboración de los técnicos Ricardo Vivado, Ewald Beier y Jorge Spencer, quienes trabajaban para la compañía RCA.

## Estreno y legado
La película fue estrenada el 10 de julio de 1934 en los teatros Baquedano y Central, ubicados en Santiago.
Aunque es considerado el primer largometraje sonoro producido en Chile, tal afirmación ha sido disputada. Además de los cortometrajes documentales y noticieros sonoros que produjeron El Mercurio y Andes Film durante 1930 y 1931, algunos autores han indicado a la película Una canción de amor (1930) de Juan Pérez Berrocal como el primer largometraje sonoro del país. A diferencia de aquella película, que estaba sonorizada parcialmente y ocupaba el sistema Vitaphone, donde la sincronización de imagen y sonido se realizaba a través de un disco, Norte y sur ocupó el sistema Movietone, que incorporaba el sonido en la misma banda de película donde estaba la imagen.
La obra es considerada una película perdida, al no existir copias íntegras conocidas de ella. La Cineteca Universidad de Chile la incluyó en la campaña "21 películas perdidas del cine chileno", cuyo objetivo es encontrar y preservar películas que tengan relevancia histórica y estética para el país.